# Trouée Homs-Tripoli

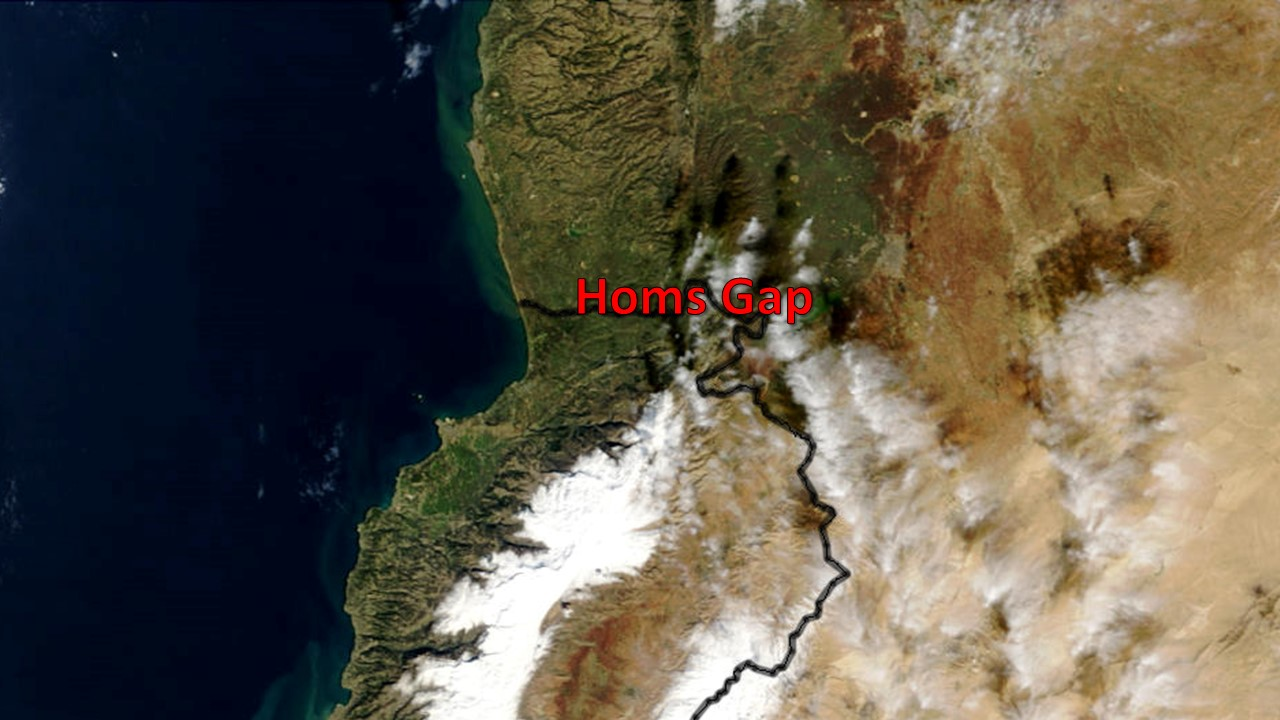
Emplacement de la trouée Homs-Tripoli

La trouée de Homs à Tripoli – dite aussi trouée Homs-Tripoli ou trouée d'Homs – est une dépression naturelle entre, au sud, les chaînes du Liban et de l'Anti-Liban et, au nord, les montagnes des Alaouites et « les reliefs bordant à l'Est le fossé de l'Oronte ». Le Krak des Chevaliers, qui « domine, au nord, la vallée des Chrétiens », et dont les vues s'étendent, à l'est et au sud-est, « sur la riante plaine de la Boquée », est « campé à l'orée » de cette trouée « par où le Nahr el-Kébir cherche sa route vers la mer. »
Les basaltes de la trouée sont essentiellement pliocènes. L'enfoncement du seuil Homs-Tripoli fut postérieur à l'émission des laves.